# Vindmøller på Lolland-Falster
Dette er en liste over de i 2025 eksisterende vindmøller på Lolland og Falster, Danmark.

## Listen
| Lokalisering            | Navn              | Type                | Bygget   | Adresse | Noter                                                       | Billede |
| ----------------------- | ----------------- | ------------------- | -------- | ------- | ----------------------------------------------------------- | ------- |
| Nykøbing Falster        | Ejegod Mølle      | Hollandsk vindmølle | 1816     |         | hjemmeside                                                  |         |
| Eskilstrup              | Eskilstrup Mølle  | Hollandsk vindmølle | 1882     |         | Kilde                                                       |         |
| Gedser                  | Gedesby Mølle     | Hollandsk vindmølle | 1911     |         | Hjemmeside                                                  |         |
| Nakskov                 | Kappel Mølle      | Stubmølle           | 1730     |         | Hjemmeside                                                  |         |
| Kettinge                | Kettinge Mølle    | Hollandsk vindmølle | 1891     |         | Kilde                                                       |         |
| Nørre Alslev            | Lundby Mølle      | Hollandsk vindmølle | 1856     |         | Kilde                                                       |         |
| Guldborg                | Majbølle Mølle    | Hollandsk vindmølle | 1896     |         | Hjemmeside Arkiveret 22. september 2020 hos Wayback Machine |         |
| Nørre Alslev            | Skovby Mølle      | Hollandsk vindmølle | ca. 1830 |         | Kilde                                                       |         |
| Stovby                  | Stouby Mølle      | Stubmølle           | 1790     |         | Hjemmeside Arkiveret 4. november 2010 hos Wayback Machine   |         |
| Eskildstrup             | Torkilstrup Mølle | Stubmølle           | ca. 1655 |         | Kilde                                                       |         |
| Frilandsmuseet i Maribo | Vesterby Mølle    | Stubmølle           |          |         | Hjemmeside Arkiveret 10. august 2011 hos Wayback Machine    |         |
| Vindeby                 | Vindeby Mølle     | Hollandsk vindmølle | 1824     |         | Hjemmeside                                                  |         |
| Østofte                 | Østofte Mølle     | Stubmølle           | 1641     |         | Kilde                                                       |         |